# (9079) Gesner
(9079) Gesner est un astéroïde de la ceinture principale.

## Description
(9079) Gesner est un astéroïde de la ceinture principale. Il fut découvert le 10 août 1994 à La Silla par Eric Walter Elst. Il fut nommé en honneur de Conrad Gessner. Il présente une orbite caractérisée par un demi-grand axe de 2,99 UA, une excentricité de 0,07 et une inclinaison de 10,4° par rapport à l'écliptique.

## Compléments